# Departamento de La Paz (Honduras)
La Paz es un departamento de Honduras. Su cabecera departamental es La Paz.

## Historia
Antiguamente los habitantes lencas llamaron al sitio “de las piedras”, por lo topográfico del terreno; esta información que se ve ratificada en el censo eclesiástico de Fernando Cardiñanos en 1791, registrado con el nombre de valle de las Piedras en la circunscripción del curato de Ajuterique. 
Las razones que inciden en la creación del departamento de La Paz se debió en gran medida a la falta de atención de las autoridades de Comayagua a los pueblos de esa jurisdicción, situación que permitió la autonomía de las autoridades locales. 
En el gobierno del presidente capitán general José María Medina (28 de mayo de 1869) se materializó la creación del departamento como resultado de la política territorial y el acercamiento de las autoridades hacia la población. Su primer Gobernador Político fue el abogado Manuel Colindres Gradiz.
La principal actividad económica del departamento la constituye la producción del café y la horticultura apoyada por países asiáticos. 
Origen de su nombre: Virgen María, Reina de la Paz.

## Ubicación geográfica
La Paz se encuentra situado en la parte suroccidente del país. Algunas alternativas turísticas son: La Casa de la Cultura, parroquia del Perpetuo Socorro, mirador de La Paz, la cueva del Viejo, El Chircal o aldea de Miravalle que alberga el área arqueológica más antigua de Honduras (ubicada entre Yarumela y Comayagua).
La extensión territorial es de 2,525 km² y en 2020 su población aproximada era de 224,554 habitantes.

### Municipios
1. La Paz
2. Aguanqueterique
3. Cabañas
4. Cane
5. Chinacla
6. Guajiquiro
7. Lauterique
8. Marcala
9. Mercedes de Oriente
10. Opatoro
11. San Antonio del Norte
12. San José
13. San Juan
14. San Pedro de Tutule
15. Santa Ana
16. Santa Elena
17. Santa María
18. Santiago de Puringla
19. Yarula

## Personas importantes
- General Juan Alberto Melgar Castro, jefe de Estado de Honduras 1975-1978.
- Doctor Roberto Suazo Córdova, Presidente constitucional de Honduras 1982-1986.

## Diputados
El departamento de La Paz tiene una representación de 3 diputados en el Congreso Nacional de Honduras.
| Diputado              | Partido                |
| --------------------- | ---------------------- |
| Gladis López Calderón | Partido Nacional       |
| Bayron Banegas        | Libertad y Refundación |
| José Tejeda           | Partido Liberal        |